# Solenozophyllum anoncopygum
Solenozophyllum anoncopygum är en mångfotingart som beskrevs av Carl Graf Attems 1914. Solenozophyllum anoncopygum ingår i släktet Solenozophyllum och familjen Odontopygidae. Inga underarter finns listade i Catalogue of Life.